# Orbitestelloidea
Orbitestelloidea Iredale, 1917 è una superfamiglia di molluschi gasteropodi dell'infraclasse Heterobranchia inferiori.

## Distribuzione e habitat
La superfamiglia ha una distribuzione cosmopolita con una concentrazione di biodiversità nelle acque del Pacifico sud-occidentale.

## Tassonomia
La superfamiglia comprende le seguenti famiglie:
- Orbitestellidae Iredale, 1917
- Xylodisculidae Warén, 1992